# Yaroslav Cherstvy
Yaroslav Cherstvy –en ruso, Ярослав Черствый– (1933) es un deportista soviético que compitió en remo.
Ganó una medalla en el Campeonato Mundial de Remo de 1962 y cuatro medallas en el Campeonato Europeo de Remo entre los años 1956 y 1959.

## Palmarés internacional
| Campeonato Mundial | Campeonato Mundial | Campeonato Mundial | Campeonato Mundial |
| Año                | Lugar              | Medalla            | Prueba             |
| ------------------ | ------------------ | ------------------ | ------------------ |
| 1962               | Lucerna (Suiza)    | Medalla de plata   | Ocho con timonel   |
| Campeonato Europeo |                    |                    |                    |
| Año                | Lugar              | Medalla            | Prueba             |
| 1956               | Bled (Yugoslavia)  | Medalla de plata   | Cuatro con timonel |
| 1957               | Duisburgo (RFA)    | Medalla de plata   | Ocho con timonel   |
| 1958               | Poznań (Polonia)   | Medalla de bronce  | Ocho con timonel   |
| 1959               | Mâcon (Francia)    | Medalla de bronce  | Ocho con timonel   |